# Судченська сільська рада
Судченська сільська рада — колишня адміністративно-територіальна одиниця та орган місцевого самоврядування в Любешівському районі Волинської області з адміністративним центром у селі Судче.
Припинена 30 листопада 2017 року через включення до складу Любешівської селищної громади Волинської області. Натомість утворено Судченський старостинський округ при Любешівській селищній громаді.

## Загальні відомості
Водоймища на території, підпорядкованій даній раді: озеро Судченське.

## Населені пункти
Сільській раді підпорядковувались населені пункти:
- с. Судче
- с. Березна Воля

## Склад ради
Рада складалась з 16 депутатів та голови.

### Керівний склад ради
| ПІБ                       | Основні відомості                                                 | Дата обрання | Дата звільнення |
| ------------------------- | ----------------------------------------------------------------- | ------------ | --------------- |
| Хвальчик Микола Федорович | Сільський голова, 1955 року народження, освіта, безпартійний      | 26.03.2006   | 31.10.2010      |
| Хвальчик Микола Федорович | Сільський голова, 1955 року народження, освіта вища, безпартійний | 31.10.2010   |                 |

Примітка: таблиця складена за даними джерела
| Суб'єкт висування (назва політичної партії, місцева організація якої висунула кандидата, або самовисування) | Кількість обраних депутатів | %    |
| Самовисування                                                                                               | 13                          | 81,3 |
| Народна Партія                                                                                              | 2                           | 12,5 |
| Політична партія Народний Рух України                                                                       | 1                           | 6,3  |

| № зп                                  | № округу | Прізвище, ім'я, по батькові    | Дата визнання обраним | Відомості про обраного депутата                                                              |
| Народна Партія                        |          |                                |                       |                                                                                              |
| 1                                     | 4        | Домашич Надія Андріївна        | 05.11.2010            | Освіта вища, позапартійна, сільськогосподарський виробничий кооператив "Нове Життя ", голова |
| 2                                     | 16       | Кондаревич Ольга Василівна     | 05.11.2010            | Освіта вища, позапартійна, Сільськогосподарський виробничий кооператив «Дружба», керуюча     |
| Політична партія Народний Рух України |          |                                |                       |                                                                                              |
| 1                                     | 6        | Гудько Володимир Володимирович | 05.11.2010            | Освіта вища, член Народного Руху України, пенсіонер                                          |
| Самовисування                         |          |                                |                       |                                                                                              |
| 1                                     | 1        | Токар Тетяна Іванівна          | 05.11.2010            | Освіта вища, позапартійна, Судченська сільська рада, секретар                                |
| 2                                     | 2        | Занько Надія Олександрівна     | 05.11.2010            | Освіта вища, позапартійна, загальноосвітня школа І-ІІІ ст. с. Судче, директор                |
| 3                                     | 3        | Медведюк Олена Петрівна        | 05.11.2010            | Освіта вища, позапартійна, ветеринарний пункт с. Судче, завідувачка                          |
| 4                                     | 5        | Бас Олена Михайлівна           | 05.11.2010            | Освіта вища, позапартійна, Судченська сільська рада, головний бухгалтер                      |
| 5                                     | 7        | Сліпчук Надія Іванівна         | 05.11.2010            | Освіта середня, позапартійна, дошкільний навчальний заклад «Дзвіночок», помічник вихователя  |
| 6                                     | 8        | Борейко Сергій Петрович        | 05.11.2010            | Освіта середня, позапартійний, дошкільний навчальний заклад «Дзвіночок», завгосп             |
| 7                                     | 9        | Некоз Ольга Данилівна          | 05.11.2010            | Освіта середня, позапартійна, Судченське відділення зв'язку, листоноша                       |
| 8                                     | 10       | Остимчук Тетяна Василівна      | 05.11.2010            | Освіта вища, позапартійна, тимчасово не працює                                               |
| 9                                     | 11       | Токар Олександр Анатолійович   | 05.11.2010            | Освіта вища, позапартійний, Любешівська пожежна частина МНСУ, пожежник                       |
| 10                                    | 12       | Гудько Марія Василівна         | 05.11.2010            | Освіта середня, позапартійна, Любешівський територіальний центр, соціальний працівник        |
| 11                                    | 13       | Бондар Геннадій Іванович       | 05.11.2010            | Освіта середня, позапартійний, Управління водного господарства, машиніст насосної станції    |
| 12                                    | 14       | Любчик Сергій Васильович       | 05.11.2010            | Освіта середня, позапартійний, тимчасово не працює                                           |
| 13                                    | 15       | Смоляк Анатолій Іванович       | 05.11.2010            | Освіта вища, позапартійний, Залізницьке лісництво, майстер лісу                              |

Адреса Судченської сільської ради: 44250, Волинська обл., Любешівський р-н, с. Судче, вул. Ланевича, 15а.

## Населення
Згідно з переписом УРСР 1989 року чисельність наявного населення сільської ради становила 1453 особи, з яких 699 чоловіків та 754 жінки.
За переписом населення України 2001 року в сільській раді мешкало 1415 осіб.

### Мова
Розподіл населення за рідною мовою за даними перепису 2001 року:
| Мова       | Відсоток |
| ---------- | -------- |
| українська | 99,30 %  |
| білоруська | 0,35 %   |
| російська  | 0,35 %   |